# 扁盘鹅掌柴
扁盘鹅掌柴（学名：Schefflera khasiana）为五加科鹅掌柴属的植物。分布于印度、不丹以及中国大陆的云南等地，生长于海拔800米至2,150米的地区，见于林中，目前尚未由人工引种栽培。